# جرالدینه فرارو

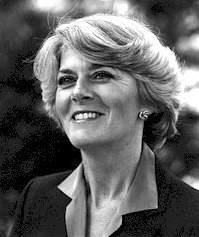

جرالدینه آنه فرارو (به انگلیسی: Geraldine Anne Ferraro) (زاده ۲۶ اوت ۱۹۳۵ – درگذشته ۲۶ مارس ۲۰۱۱) حقوق‌دان و سیاست‌مدار دموکرات آمریکایی و عضو مجلس نمایندگان ایالات متحده آمریکا و اولین زن کاندیدای معاونت ریاست جمهوری بود.
خانم فرارو نخستین زنی بود که در سال ۱۹۸۴ کاندیدای معاون ریاست‌جمهوری از یکی از احزاب اصلی آمریکا شد. او که نماینده کنگره از نیویورک بود از طرف والتر ماندل کاندیدای حزب دموکرات برای سمت معاون اولی انتخاب شد. آنها در برابر رونالد ریگان و معاون اولش جرج بوش پدر شکست خوردند. کاندیداتوری خانم فرارو برای اولین‌بار به آمریکا نشان داد که یک زن هم می‌تواند برای تصاحب پست معاونت ریاست‌جمهوری کاندیدا شود.